# 和阳镇
和阳镇，是中华人民共和国河北省邢台市南和区下辖的一个乡镇级行政单位。

## 行政区划
和阳镇下辖以下地区：
建设大街社区、和阳新村社区、文明路社区、和阳东村社区、东关村、北关村、南关村、南内村、县前村、县西村、西关村、前后台村、南王庄村、沙道村、巩庄村、张李召村、左李召村、杨李召村、焦庄村、冀屯村、范庄村、杨牌村、东三官村、西三官村、东辛寨村、西辛寨村、北裴庄村、路庄村、东韩村、马庄村、西东韩村、西韩村、西刘村、贾庄村、北郑村、西候庄村、东候庄村、三张村和西内村。